# مستوفي
المُسْتَوْفي (ج: مستوفون) لقب موظف في العصر الإسلامي المتأخر مهمته قريبة من «الخازن» كان يعمل في الديوان وبإمرته عدد من الحسّاب بظبط الأمور المتعلقة بأمور الدولة. فهو الذي يضبط الديوان وينبه علي ما في مصلحة في استخراج ماله.